# Aussichtsturm Blueme
Der Bluemeturm befindet sich auf der Blueme (1391 m) in der Gemeinde Sigriswil, an der Grenze zu Teuffenthal und Heiligenschwendi, mehrere hundert Meter vom Dreiländerstein der drei Gemeinden im Kanton Bern, Schweiz.

## Situation
Der im Jahre 1984 aus Stahl erstellte Turm ist 16,40 Meter hoch. 87 Treppenstufen führen zur Aussichtsplattform.
Von der Plattform aus bietet sich eine Aussicht vom Jura über den Thunersee bis zu den Berner Alpen.
Vom Berner REHA Zentrum aus erreicht man den Aussichtsturm in ca. 50 Minuten über sehr steile Wanderwege.

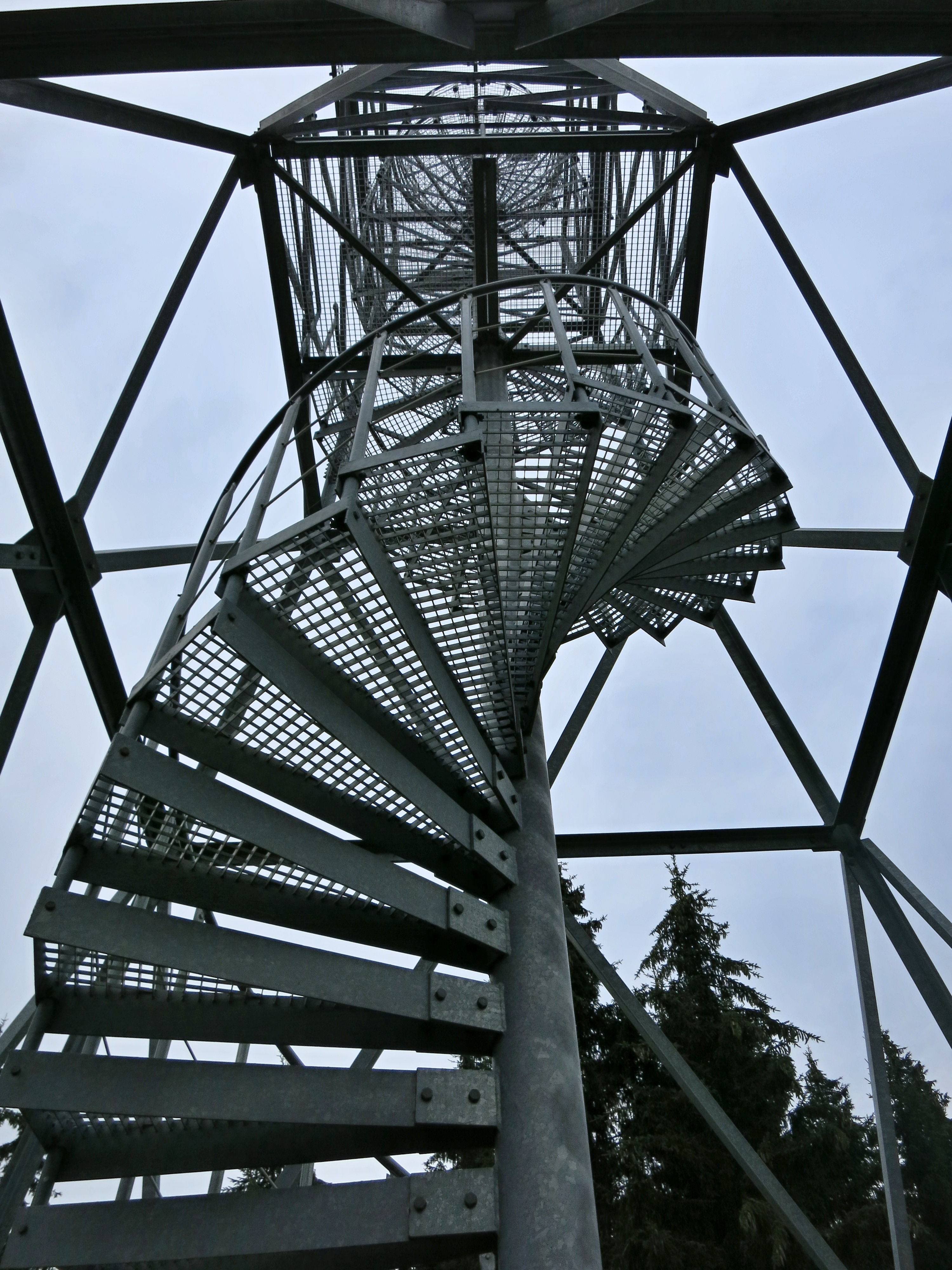
Treppen
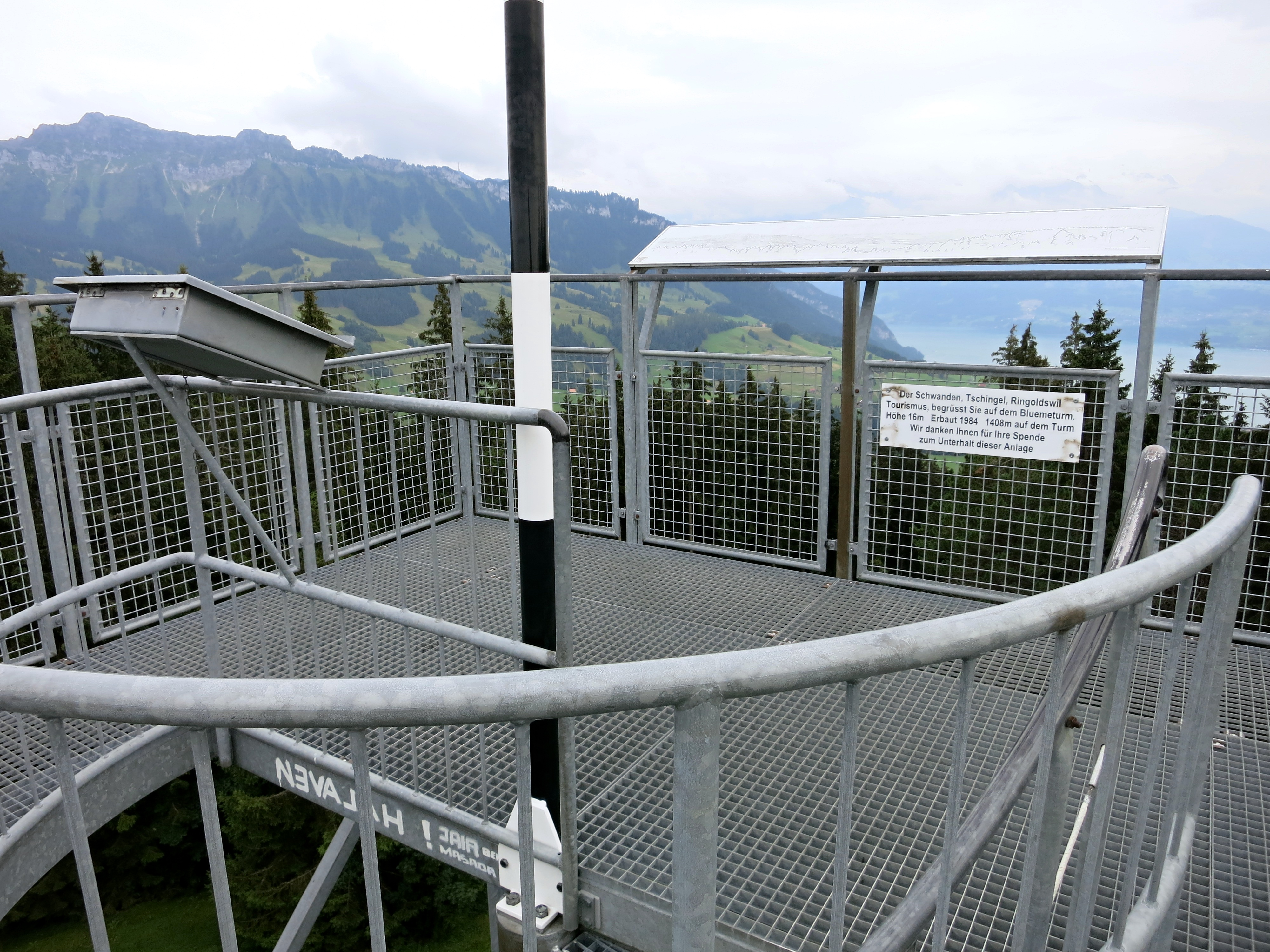
Aussichtsplattform